# Дюкенуа Старший, Жером

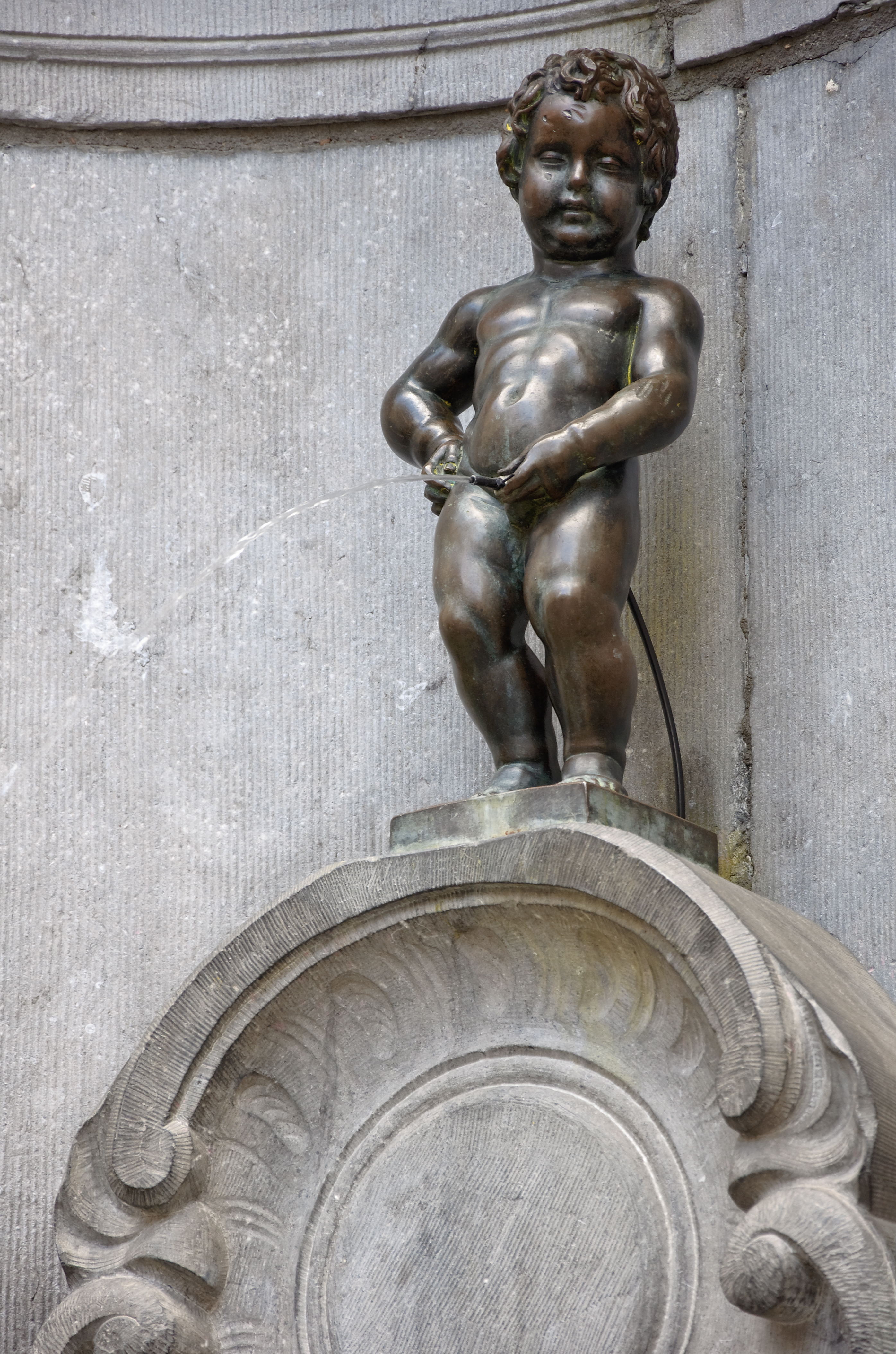
Бронзовая скульптура писающего мальчика в Брюсселе

Жеро́м Дюкенуа́ Старший (фр. Jérôme Duquesnoy l'Ancien, нидерл. Hiëronymus Duquesnoy de Oudere; до 1570, возможно Ле-Кенуа — 1641, Брюссель) — брабантский скульптор эпохи маньеризма. Самая известная работа — Маннекен-Пис в центре Брюсселя.
В результате иконоборческого восстания 1566 года, он занимался преимущественно изготовлением внутрицерковного убранства, в частности изготавливает турель Святого причастия для церкви Святого Мартина в Алсте. Также известен как автор статуи Марии Магдалины в парке брюссельского дворца Куденберг (в наше время заменена копией, а оригинал является частью собрания Коммунального музея, расположенного в так называемом Доме короля Испании на Гран-Плас в Брюсселе). Придворный скульптор Альбрехта VII Австрийского.
Жером Дюкенуа женился около 1595 года. Он отец двух сыновей, также ставших скульпторами: Жерома Младшего и Франсуа.